# Вольный стрелок
«Вольный стрелок» (нем. Der Freischütz) — романтическая опера (и наиболее известное произведение) Карла Марии фон Вебера, написанная на либретто Иоганна Фридриха Кинда по одноименной новелле Иоганна Августа Апеля и Фридриха Лауна. Считается одной из вершин немецкого романтизма и первой немецкой национальной оперой. 
Либретто основано на немецкой легенде о «вольных» (то есть заколдованных) пулях, траектория полета которых подчиняется не законам баллистики, а воле самого стрелка, который покупает их у дьявола в обмен на душу. При этом платой за душу служат 7 волшебных пуль, для первых шести стрелок волен выбрать цель, а последней распоряжается сам дьявол.
Оперу открывает одна из первых программных увертюр, которая резюмирует основные музыкальные лейтмотивы. Не меньшей известностью пользуется хор охотников («Что стряслось в чаще лесной?»). Оба фрагмента часто исполняются вне оперного контекста.

## Действующие лица
- Князь Оттокар (баритон)
- Куно, лесничий князя (бас)
- Агата, его дочь (сопрано)
- Анхен, её подруга (сопрано)
- Каспар, егерь (бас)
- Макс, егерь (тенор)
- Пустынник (бас)
- Килиан (баритон)
- Самьель, дикий («черный») охотник (разговорная роль)
- крестьяне, охотники, девушки, музыканты, духи и призраки.

## Краткое изложение либретто
Первый акт. В Богемии XVII века молодой егерь Макс влюблён в Агату, дочь главного лесничего Куно. По традиции, чтобы жениться на ней, он должен выиграть стрелковое состязание. Макс терпит неудачи на тренировках, и его охватывает отчаяние: если он проиграет, Агата достанется другому. Коварный егерь Каспар, продавший душу демону Самьелю, предлагает Максу помощь. Он рассказывает о волшебных пулях, которые никогда не промахиваются, и уговаривает его отправиться в Волчье ущелье в полночь, чтобы отлить их с помощью тёмных сил. Макс, несмотря на страх, соглашается.
Второй акт. Агата в доме лесничего предчувствует беду. Её подруга Анхен пытается развеселить её, но Агату тревожит старинное пророчество: её прабабка погибла от пули, связанной с нечистой силой. Внезапно со стены падает портрет предка, что усиливает её страх. Тем временем в Волчьем ущелье Каспар вызывает Самьеля. Появляется Макс, и начинается мрачный ритуал: вокруг бушуют призраки, мелькают огни, слышатся голоса духов. Каспар отливает семь пуль. Шесть из них попадут в цель, а седьмая подчинится воле демона. Каспар надеется, что эта пуля убьёт Агату, а Самьель вместо его души заберёт душу Макса. 
Третий акт. На рассвете Агата молится в своей комнате. Ей является святой отшельник и дарит белые розы, которые должны защитить её от зла. Начинается состязание: князь приказывает Максу выстрелить в голубя, сидящего на дереве. По наущению Каспара Макс уже растратил шесть пуль на разные мишени. Он стреляет в голубя последней пулей, и стоящая неподалёку Агата вскрикнув, падает без чувств. Однако пуля, отклонённая розами, попадает не в неё, а в Каспара, спрятавшегося в кустах. Умирая, Каспар признаётся в сговоре с Самьелем. Князь, узнав о шулерстве при помощи магии, приходит в гнев, но отшельник убеждает его простить Макса, так как тот раскаялся. Агата оказывается невредима, и влюблённые получают благословение на брак.

## Постановки оперы
Премьера «Вольного стрелка» состоялась (при деятельном содействии Мейербера) 18 июня 1821 года в берлинском Шаушпильсхаусе. Дирижировал сам композитор, а партию Агаты пела Каролина, дочь Антона Враницкого. В зрительном зале находились Э. Т. А. Гофман, Г. Гейне, Ф. Мендельсон. Опера имела огромный успех и в продолжение 1820-х годов выдержала десятки постановок в городах со значительным немецким населением: Карлсруэ, Лейпциге, Франкфурте-на-Майне (1821), Дрездене (1822, под управлением автора), Праге, Кёнигсберге, Риге, Копенгагене и т.д.
В начале XXI века опера остаётся неотъёмлемой частью репертуара в Германии, Австрии и Швейцарии. За пределами немецкоязычных регионов в XIX веке опера ставилась главным образом во французской переделке Берлиоза (1841), снабжённой речитативами и танцевальными вставками (по мотивам веберовского «Приглашения к танцу»). Известны крайне негативные отзывы П. И. Чайковского о таких постановках.
С постановки «Вольного стрелка» принято отсчитывать историю романтизма в немецкой музыке. Вероятно, это самое значительное произведение музыкального театра на оккультно-мистический сюжет. Влияние «Вольного стрелка» можно проследить не только в операх Вагнера, но и в «Вильгельме Телле» Россини, «Роберте-дьяволе» Мейербера, «Аскольдовой могиле» Верстовского.

### На российской сцене
В России «Волшебный стрелок» (старый вариант перевода названия) был впервые исполнен в 1823 г. артистами немецкой труппы; на русской сцене — 12 мая 1824 года в Каменном театре (Петербург) под управлением К. Кавоса и с декорациями К. Ф. Сабата. Первыми исполнителями партий были Алексей Ефремов (Куно), Александра Иванова (Агата), Елизавета Рыкалова-Марсель (Аннхен), Павел Толчёнов (Каспар), Григорий Климовский (Макс), Василий Шемаев (Оттокар), Кузьма Баранов (Самиэль). С конца 1820-х годов партию Каспара исполнял В. Самойлов, а с 1830-х гг. — О. Петров. 
Премьера оперы в Мариинском театре произошла 27 ноября 1901 года в постановке Осипа Палечека (декорации П. Б. Ламбина, А. А. Кваппа, Юргенса, Яковлева). Дирижировал Эдуард Направник. В премьерном спектакле участвовали Владимир Майборода (Куно), Аделаида Больская (Агата), Софья Гладкая (Аннхен), Александр Антоновский (Каспар), Иван Ершов (Макс), Александр Смирнов (Оттокар), Константин Серебряков (Самиэль).
В начале 2000-х гг. опера поставлена в Саратовском театре оперы и балета им. Н.Г. Чернышевского. Постановка решена в духе эстетики нацистской Германии. Опера открывается сценой расстрела балерин.